# Kerk van Oostwold (Oldambt)
De kerk van Oostwold is een kruiskerk uit 1776 in het Groningse dorp Oostwold in de gemeente Oldambt. De huidige kerk verving een voorganger uit het midden van de 16e eeuw, die enkele meters noordelijker stond. Deze kerk was gewijd aan de heilige Simon. Na de Reductie werd op een van de balken een protestants opschrift aangebracht: "alle dinck is vorghencklick sunder Ghodes woert 1598" (zie 1 Petrus 1:23-25).
Een eerder kerkgebouw werd afgebroken in 1530 en stond op de plek van de boerderij 'Kloosterheem' (Goldhoorn 19). De alleroudste kerk stond verder noordelijk aan de Polderweg.

## Kerkgebouw
De kerk van 1776 is gebouwd naar het voorbeeld van de Nieuwe Kerk in de stad Groningen. Het grondplan van het kerkgebouw is een Grieks kruis. Die vorm werd bij de uitbreiding in 1882 losgelaten door slechts één arm van het kruis, de zuidelijke, uit te bouwen.
In het interieur bevinden zich een kansel met achterschot en klankbord, een doophek met lessenaar en een doopvont met houtsnijwerk. Van de kerkbanken zijn er vijf met huif. De koperen kroonluchter dateert uit 1821. Achter de kerk bevindt zich het voormalige kerkhof met enkele 18e- en 19e-eeuwse grafstenen.
Op het achthoekige kerktorentje staat een dakruiter met een luidklok die in 1807 is vervaardigd door klokkengieterij Van Bergen te Heiligerlee en een doorsnede heeft van 75 cm. Het is samen met de klok van Midwolda de oudst bewaard gebleven klok van Van Bergen. In juni 2019 is de niet originele krukas van de klok vervangen door een rechte as. Het torenuurwerk is ook van de firma Van Bergen, maar dateert uit 1893. Aangekondigd is dat Simon Laudy van Klokken- en Kunstgieterij Reiderland uit Finsterwolde in 2021 een replica zal plaatsen van de middeleeuwse slagklok van Oostwold. Het origineel bevindt zich sinds 1956 in het depot van het Groninger Museum. De dakruiter is in 2018 geheel gerestaureerd. Het voeg- en schilderwerk werd in 2019-2020 hersteld.
De kerk is bekend door het Freytag-orgel van Oostwold: een tweeklaviers pijporgel uit 1811 van de uit Hamburg afkomstige Groninger orgelbouwer Heinrich Hermann Freytag. Het heeft achttien registers en een aangehangen pedaal. Het werd in 1989 gerestaureerd door de orgelmaker A.H. de Graaf (1928-2014) uit Leusden.
Het gebouw werd in 1973 aangewezen als rijksmonument en werd in 1976 voor het laatst integraal gerestaureerd.
Begin 2020 werd de kerk om veiligheidsredenen tijdelijk buiten gebruik gesteld en afgesloten, nadat er in de kerk brokstukken van het plafond waren gevonden. De Tijdelijke Commissie Mijnbouwschade Groningen heeft geoordeeld dat deze schade is veroorzaakt en/of verergerd door de gaswinning in Groningen. In 2022 werden de gewelven en ornamenten hersteld.

## Afbeeldingen

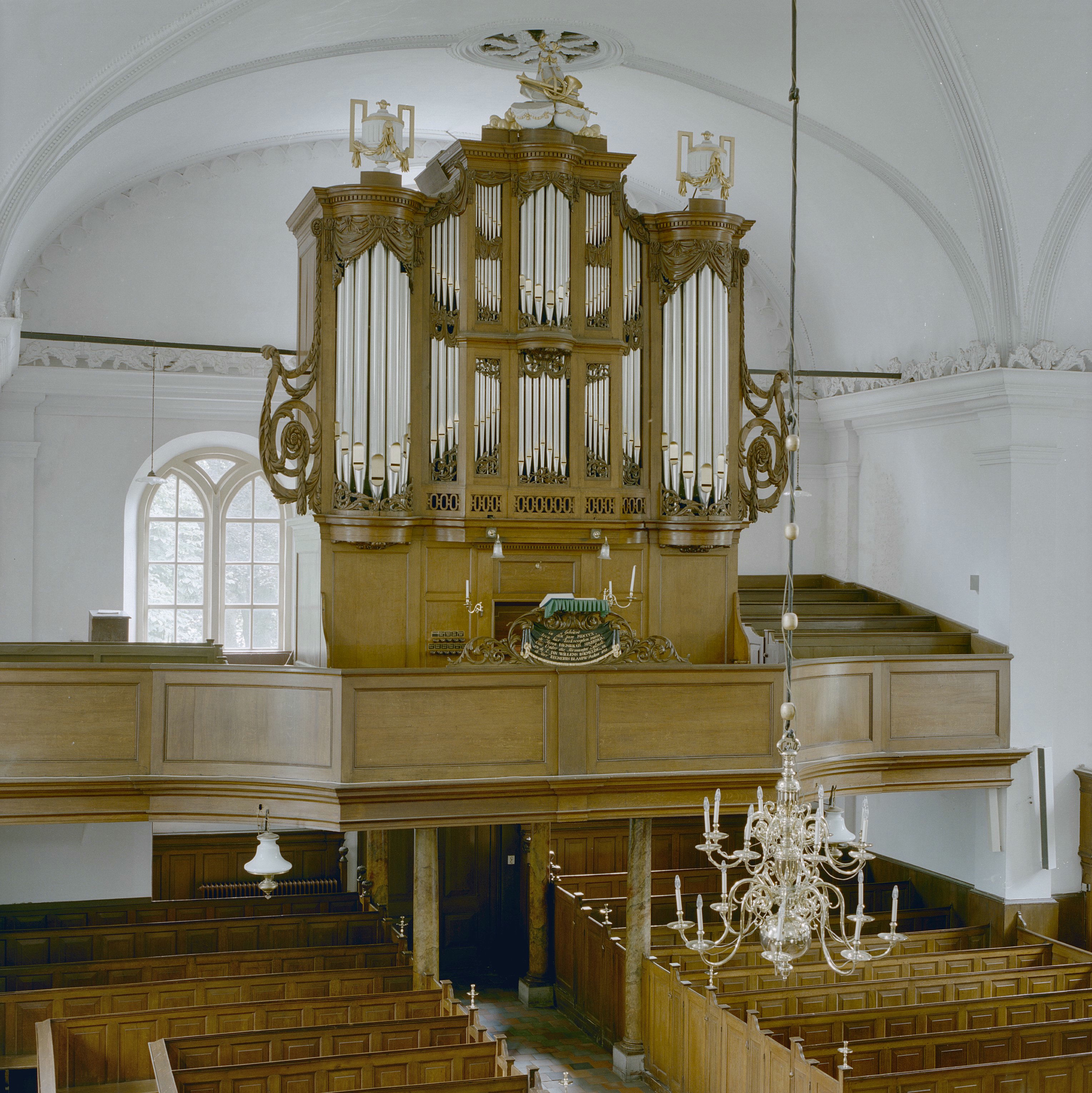
Het Freytag-orgel van Oostwold uit 1811
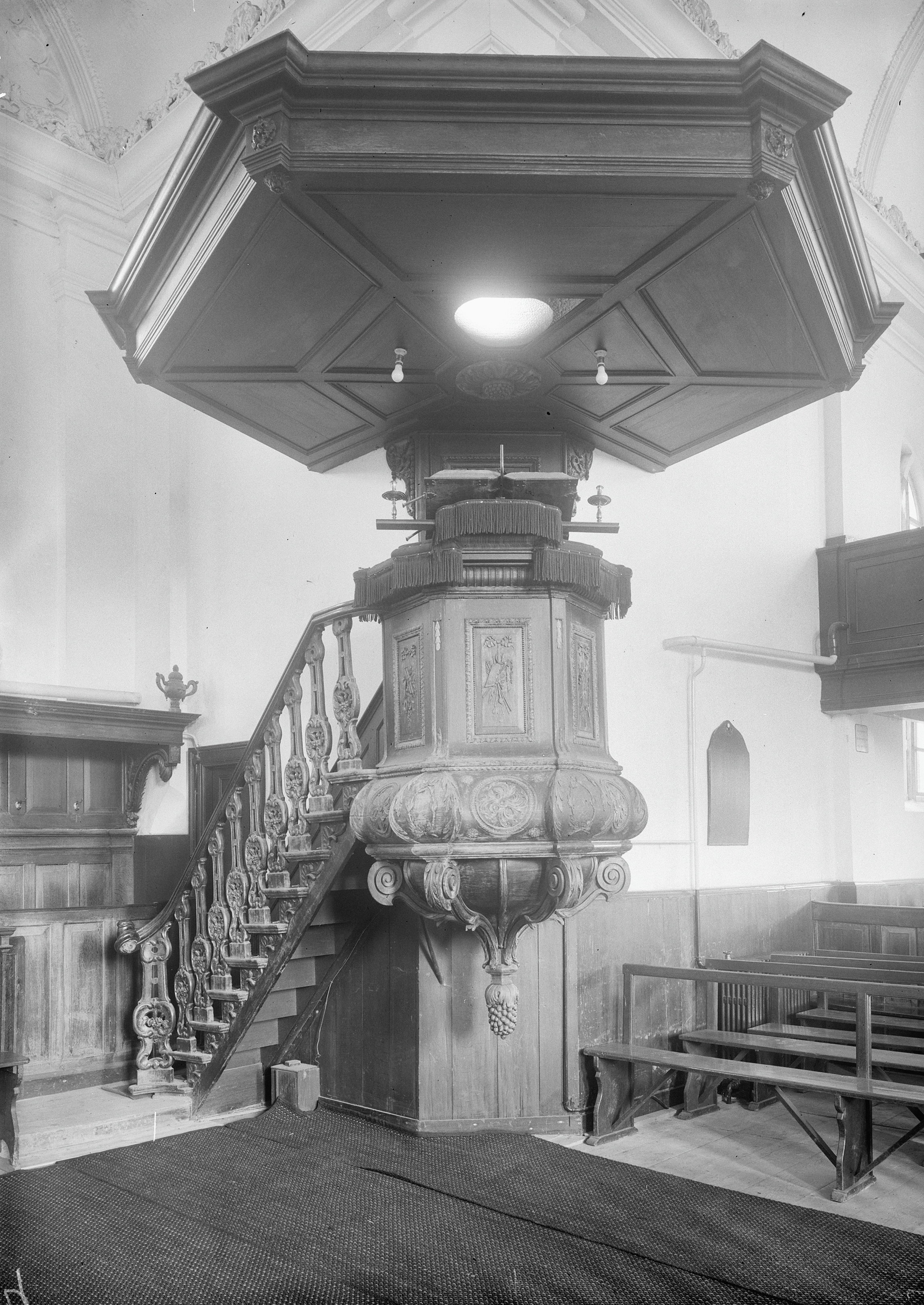
Preekstoel en doophek
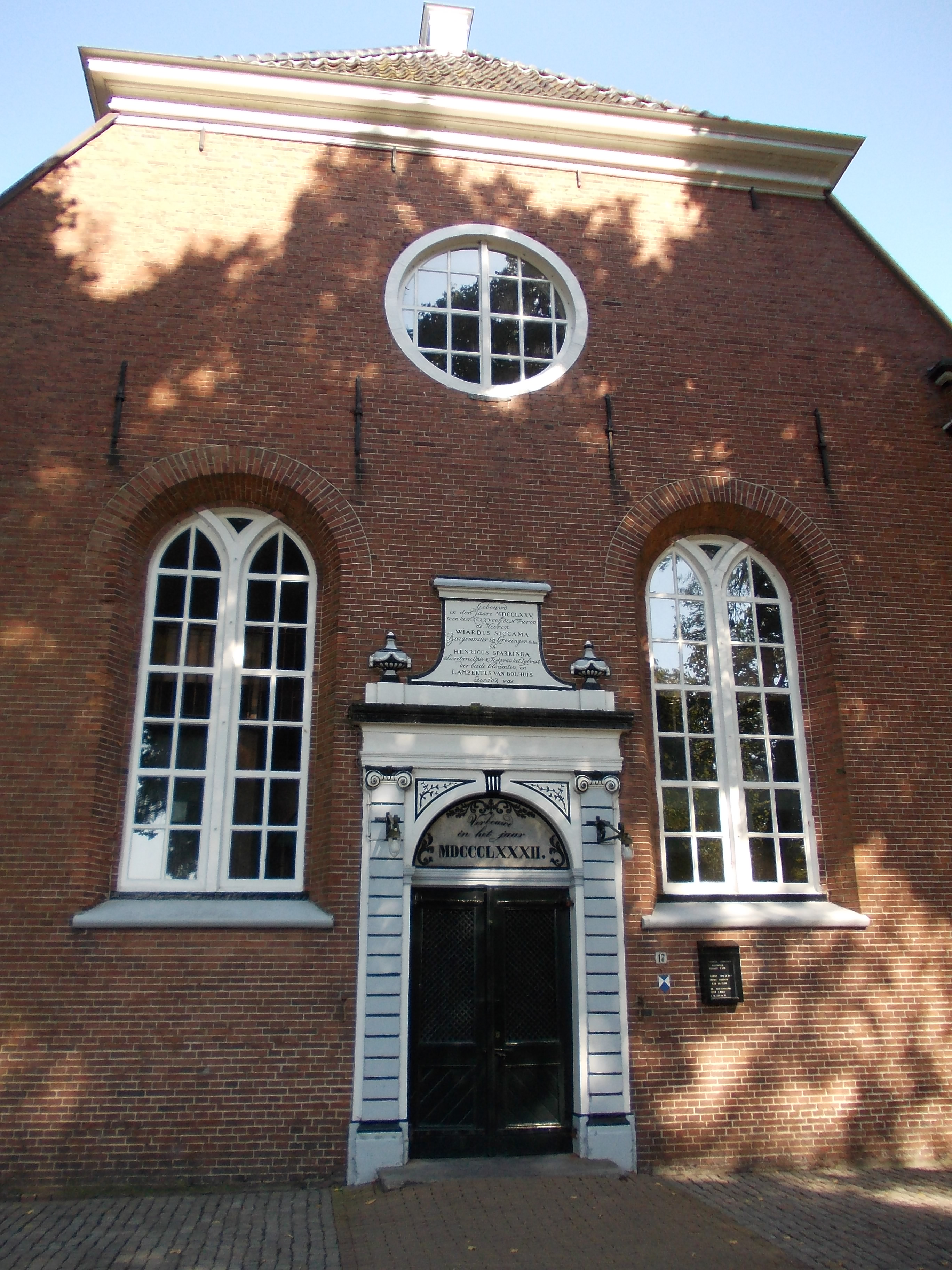
Ingangspartij
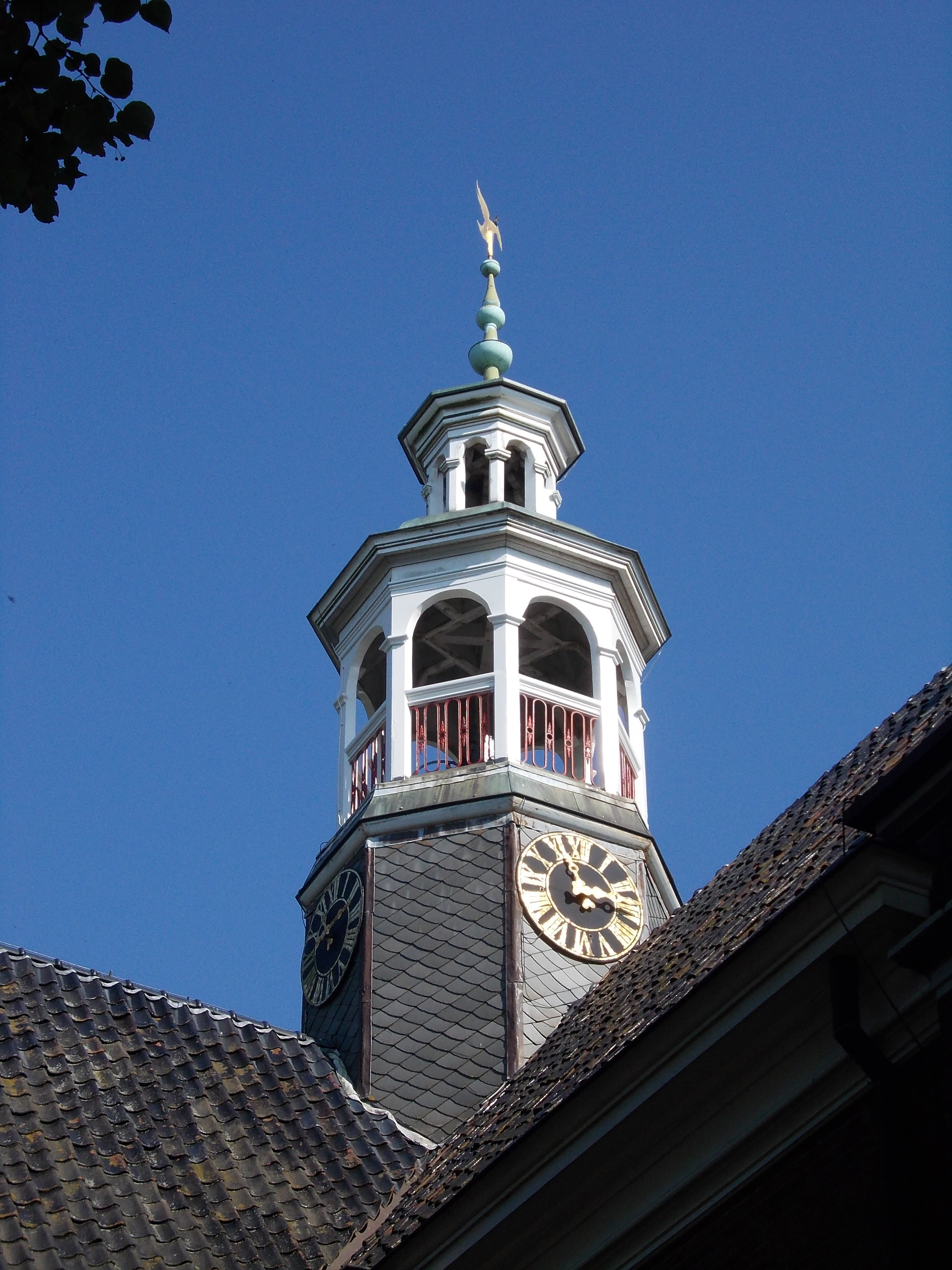
Dakruiter
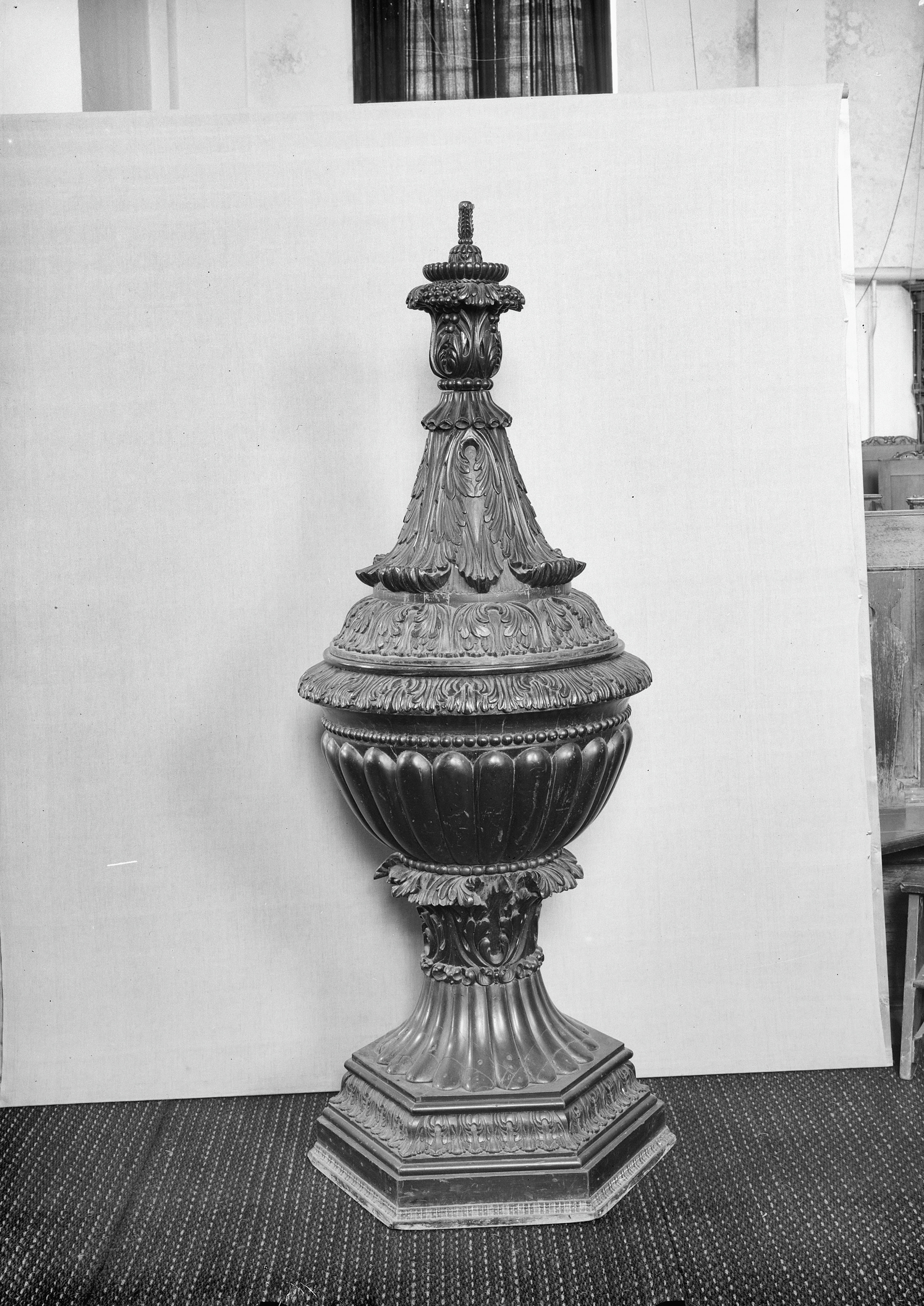
Doopvont